# Coenonympha confluens
Coenonympha confluens är en fjärilsart som beskrevs av Barend J. Lempke 1957. Coenonympha confluens ingår i släktet Coenonympha och familjen praktfjärilar. Inga underarter finns listade i Catalogue of Life.